# Hemitelia cumingii
Hemitelia cumingii là một loài dương xỉ trong họ Cyatheaceae. Loài này được Trevis. mô tả khoa học đầu tiên năm 1851.
Danh pháp khoa học của loài này chưa được làm sáng tỏ. 